# 大岩義明
大岩 義明（おおいわ よしあき、1976年7月19日 - ）は、日本の馬術選手。株式会社nittoh所属。

## 人物
愛知県名古屋市昭和区出身。名古屋学院中学校・高等学校、明治大学商学部卒業。明治大学では馬術部主将を務めた。
馬術を始めたのは10歳のとき。大学卒業後に1度競技から離れたが、2000年シドニーオリンピックを見て競技に復帰。2001年に渡英。
オリンピックには北京、ロンドン、リオデジャネイロ、東京の4大会連続で日本代表（総合馬術）に選出された。
2008年北京オリンピック総合馬術ではゴージャス・ジョージに騎乗し49位（個人出場のみ）。
2012年ロンドンオリンピック総合馬術個人ではヌーンディドゥコンドゥに騎乗して出場したが、2日目クロスカントリー後半で落馬し失権となった。団体は未成立だったがカナダの検査辞退による順位繰り上げにより12位となった。
2016年リオデジャネイロオリンピック総合馬術ではザ・デュークオブカヴァンに騎乗し20位となった（個人出場のみ）。
2017年、同じく馬術五輪代表選手の武田麗子と結婚。翌年3月には長男が誕生。現在はドイツを拠点としている。
2020年、ポーランドで行われた総合馬術国際競技会で優勝。国外開催の国際総合馬術競技会で2クラス同時制覇は日本人初の快挙である。
2020年東京オリンピックの馬術競技総合馬術では大会直前に騎乗馬をキャレに変更。総合馬術個人49位、総合馬術団体11位となった。

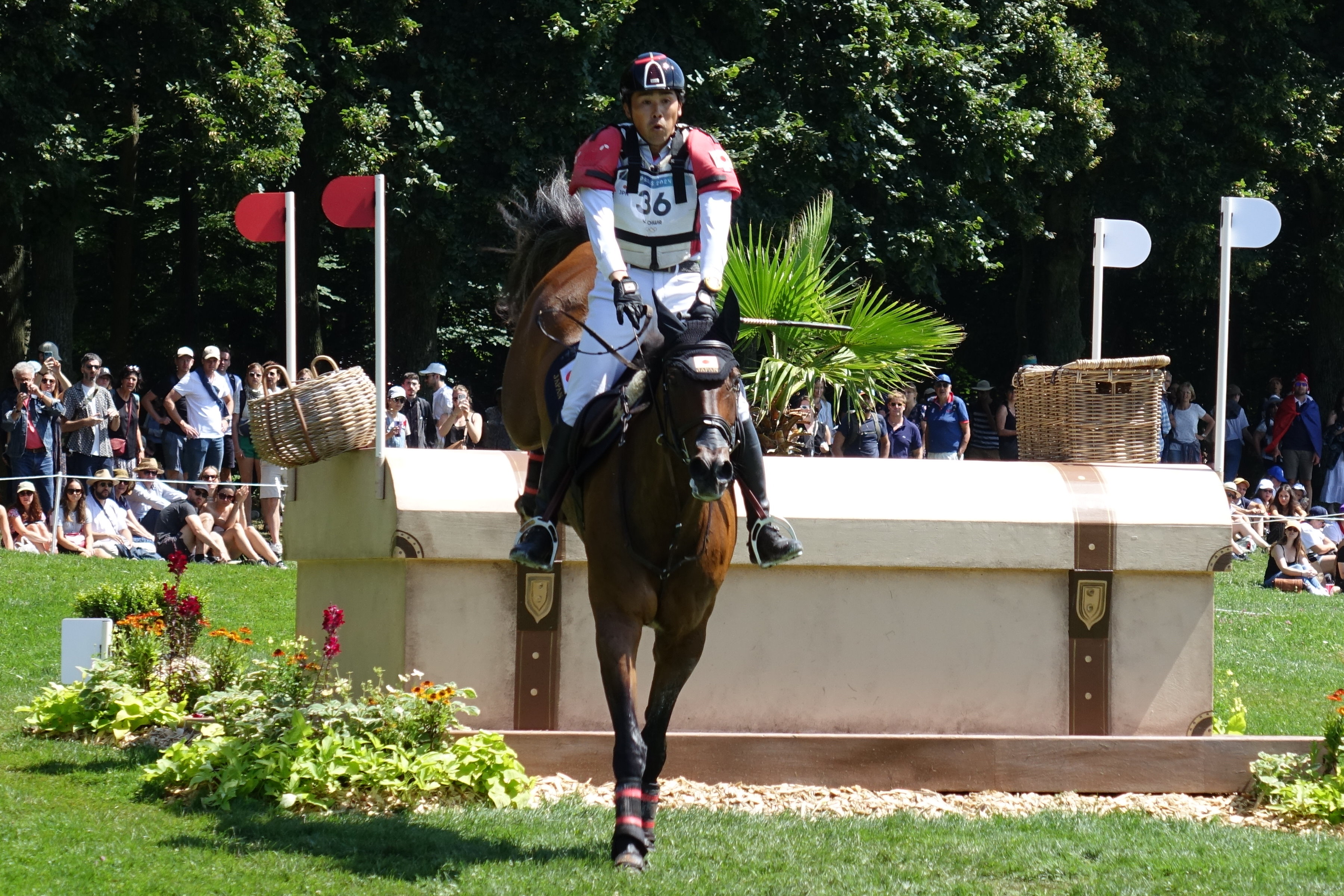
2024年パリオリンピックの総合馬術個人の競技でMGHグラフトンストリート号に跨る大岩義明

2024年7月29日、オリンピック5大会連続出場でパリ五輪の総合馬術団体にMGHグラフトンストリート号に乗馬、戸本一真、北島隆三、田中利幸とチームを組み、115.80点とし、銅メダルを獲得した。第2種目のクロスカントリーを終えて団体3位だった日本は、北島の馬が馬体検査をクリアできずにリザーブの田中に代わったことで20点を減点され、この時点で5位に後退したが、最終種目では3人とも障害物を落とすことなく減点を抑えてのメダル獲得となった。馬術でのメダルは1932年ロサンゼルスオリンピックの障害飛越個人を制した西竹一以来、92年ぶり2個目で団体は初である。

## 家族・親族
曽祖父は、元名古屋市長の大岩勇夫。義父は、元武田薬品工業会長の武田國男（日本経済団体連合会副会長、関西経済連合会副会長）。父方の姉（伯母）が4人おり、そのうちの2人は元フィギュアスケート選手の長瀬洋子と藤森美恵子（共に、旧姓 大岩）、競泳をやっていた別の姉の夫（伯父）に、1960年ローマオリンピックの競泳男子800m自由形リレーの銀メダリストの石井宏がいる。